# リサ・ノワック

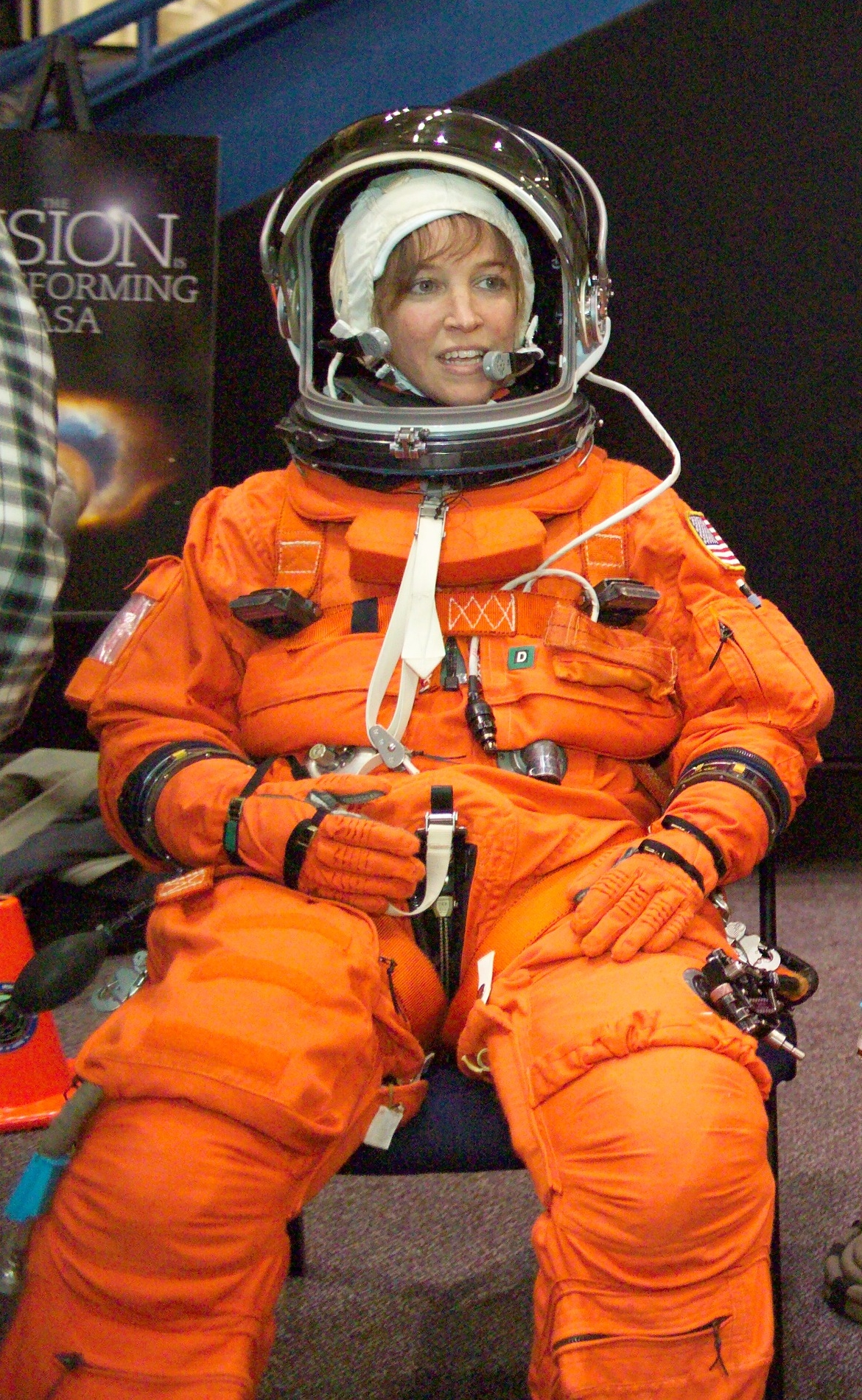
訓練中のノワック

リサ・マリー・カピュート・ノワック（Lisa Marie Caputo Nowak、旧姓名Lisa Caputo、1963年5月10日 - ）は、アメリカ海軍の軍人かつ元宇宙飛行士。
リサ・ノワクあるいはリサ・ノーワクとも表記されることがある。

## 経歴
- 1981年、メリーランド州のC.W. Woodward高校を首席で卒業。
- 1985年、航空宇宙工学学士（米国海軍兵学校）
- 1992年、航空宇宙工学修士（米国海軍大学院:Naval Postgraduate School）にて海軍のテストパイロットを経験。飛行時間1500時間。30種の飛行機の経験。
- 1996年、NASAの宇宙飛行士となる。
- 同年8月、テキサス州ヒューストンのジョンソン宇宙センターに配属。
- 2006年7月4～17日、スペースシャトルのミッション(STS-121)に参加。ディスカバリー号にロボットアームなどを操作するミッションスペシャリストとして搭乗。約13日間宇宙に滞在した。
- 2007年初夏に、ノワックにとって2回目となるスペースシャトルのミッションへ参加することが予定されていた。

## 私生活
趣味としては、自転車、クロスワードパズル、料理などの他にも、読書、ピアノ、ガーデニング、なども挙げられている。
海軍兵学校と海軍航空学校の同期生だったリチャード・ノワックと1988年に結婚。3児をもうけた（1992年に男子、2001年に双子の女子）。夫のリチャード・ノワックもジョンソン宇宙センターに勤務。

## 事件
2007年2月5日、リサ・ノワックは勤務地から約1500km離れているフロリダ州にあるオーランド国際空港の駐車場で、コリーン・シップマン空軍大尉（女性）に対して暴行をはたらいた容疑で逮捕された。リサは、車に乗っていたコリーンに催涙ガスを吹き付けた。彼女は空気銃、ナイフ、金槌、ゴムチューブなどを所持しており、コリーンを誘拐するつもりであった。その後、第1級殺人未遂容疑（計画的な殺人を企てた容疑）で起訴された。被害を受けたコリーンは、事件の2ヶ月前からリサからストーキングされていたと警察に対して述べている。動機については、リサは、リサの同僚で不倫相手でもあったウィリアム・オーフェリンとコリーンとの仲を疑っており、問いただしたかったと語っているという。（ただしリサは犯行時前夫と離婚しており独身でありダブル不倫というわけではない。）
2月6日、NASAはリサを停職30日間および宇宙飛行士の資格停止、および関連するすべての飛行活動を禁止する処分にした。
郡裁判所は2万5500ドル（約300万円）でリサの保釈を認めたが、リサが被害者へ接近することを禁じ、所在を確認するためにGPS装置を足首に装着することを命じた。
この事件は彼女が現役の宇宙飛行士であったことに加えて、ストーカー行為中に(長時間の自動車の運転中）トイレに行かずに済むよう、宇宙飛行士が宇宙服の下に着用する「オムツ」をつけていたと逮捕時に警察が記録し報道されたことで話題になった（実際は幼児用オムツが車中にあった）。
2007年3月7日、リサは宇宙飛行士を解任された、と発表された。
2007年5月25日、リサの不倫相手のウィリアム・オーフェリンに関して、NASAの任務から外れ6月1日付けで海軍に復帰することになったと、発表された
。